# Jakob Kjeldbjerg
Jakob Kjeldbjerg (* 21. Oktober 1969 in Frederiks) ist ein ehemaliger dänischer Fußballspieler und derzeitiger Fernsehmoderator.
Als Fußballspieler wurde er 1992 zum besten Jugendspieler Dänemarks und 1993 zum Spieler des Jahres in der Superliga gewählt. Außerdem stand er 1994 mit dem FC Chelsea im FA-Cup-Finale.

## Vereinskarriere
Kjeldbjerg begann seine Karriere in der Jugend seines Heimatvereins Alhedens IF, ehe er zum größeren Viborg FF wechselte. In Viborg entwickelte er sich zum großen Defensivtalent und stieg zum U-17 Nationalspieler seines Landes auf.
Nach einem Leihjahr beim damaligen Drittligisten Holstebro BK gelang ihm der Durchbruch bei Viborg, mit dem er 1989 als Zweitplatzierter hinter Kjøbenhavns Boldklub in die Höchste Spielklasse aufstieg. Zwar stieg er mit dem Verein zur Folgespielzeit als Tabellenletzter sofort wieder ab, wurde aber aufgrund starker Leistungen vom größeren Silkeborg IF verpflichtet.
Bei Silkeborg traf er auf Trainer Viggo Jensen, der zu dieser Zeit neben dem Verein auch simultan die dänische U-21 Nationalmannschaft betreute, wo er Kjeldbjerg bereits zum Kapitän ernannt hatte. In Folge reifte er unter Jensen vom Talent zu einem der stärksten Abwehrspieler der Liga und stieg zum Nationalspieler auf.
Nach einer überragenden Spielzeit 1992/93, in der er als Abwehrchef sieben Tore in 31 Ligaspielen erzielen konnte und in einem Länderspiel gegen Argentinien Gegenspieler Diego Maradona komplett abmontierte, avancierte er zu einer der begehrtesten dänischen Transferaktien.
Im August 1993 wechselte er daraufhin für die bis 2002 bestehende vereinsinterne Rekordablösesumme von knapp £ 500.000 in die englische Premier League zum FC Chelsea. Auch in London war er auf Anhieb Stammspieler und bildete mit dem Norweger Erland Johnsen eine starke Innenverteidigung. Aufgrund seines physischen Spielstils, gepaart mit bedingungslosem Einsatz, avancierte er bereits im Verlauf seiner ersten Spielzeit zum Publikumsliebling und gilt bis heute als einer der besten Einkäufe des damaligen Spielertrainers Glenn Hoddle.
Zum Ende der Spielzeit 1994/95 zog er sich eine folgenschwere Knieverletzung zu, die ihn nach einer knapp zweijährigen Rekonvaleszenz im Alter von 27 Jahren zum vorzeitigen Karriereende zwang.

## Nationalmannschaft
1985 gab Kjeldbjerg sein Debüt für Dänemark bei der 0:2-Niederlage der U-17 Auswahlmannschaft gegen Norwegen in Bergen.
In Folge nahm er mit den jeweiligen Auswahlen an der U-16-Fußball-Europameisterschaft 1986, U-18-Fußball-Europameisterschaft 1988, U-21-Fußball-Europameisterschaft 1992 und dem olympischen Fußballturnier 1992 teil.
Am erfolgreichsten gestaltete sich die U-21-Euro 1992, bei der man unglücklich erst im Halbfinale gegen den späteren Sieger Italien ausschied. Kjelbjerg teilte sich das Kapitänsamt mit Claus Thomsen.
Sein Debüt in der A-Nationalmannschaft feierte er am 18. November 1992 beim 0:1-Auswärtssieg in der WM-Qualifikation gegen Nordirland. Der Durchbruch erfolgte in seinem dritten Länderspiel beim 1:1-Unentschieden im Freundschaftsspiel gegen Argentinien. Kjeldbjerg nahm den damals als besten Spieler der Welt geltenden Diego Maradona komplett aus dem Spiel, was international für Aufsehen sorgte. In Folge war er bis zu seinem vorzeitigen Karriereende Stammspieler.
Insgesamt lief er zwischen 1985 und 1994 74 Mal für sein Heimatland auf internationaler Ebene auf.

## Nach der aktiven Karriere
Nach dem vorzeitigen Ende seiner aktiven Spielerkarriere startete er 1998 als Kommentator für Liga- und Champions-League-Spiele des dänischen Fernsehsenders TV3.
2002 übernahm er erstmals als Moderator die in Dänemark beliebte Reality-TV-Show "Robinson Ekspeditionen", die er bis heute präsentiert. Seit 2007 fungiert er außerdem als Gastgeber der Fußball-Show "Onside". Er gilt als einer der beliebtesten Moderatoren seines Landes.

## Erfolge
Im Verein
- 1 × FA-Cup-Finalist: 1994

Als Spieler
- 1 × Årets Fodboldspiller (Spieler des Jahres in der Dänischen Superliga): 1993
- 1 × Talentprisen (Dänischer U-21 Spieler des Jahres): 1992[6]

Nationalmannschaft
Teilnahme:
- Olympisches Fußballturnier 1992